# Cambarus ortmanni
Cambarus ortmanni är en kräftdjursart som beskrevs av Williamson 1907. Cambarus ortmanni ingår i släktet Cambarus och familjen Cambaridae. IUCN kategoriserar arten globalt som livskraftig. Inga underarter finns listade i Catalogue of Life.